# (20981) 1981 EZ16
A (20981) 1981 EZ16 a Naprendszer kisbolygóövében található aszteroida. Schelte J. Bus fedezte fel 1981. március 6-án.